# Ismael Laguna
Ismael Laguna Meneses (Colón, 28 de junio de 1943) es un ex boxeador profesional de Panamá, conocido como El Tigre de Colón, que compitió en la categoría del peso ligero.

## Biografía
Ismael Laguna debutó en el boxeo profesional en 1960 con una victoria ante el púgil panameño Antonio Morgan.
Fue campeón mundial de peso ligero en 1965, que no pudo revalidar en 1967 contra Carlos Ortiz. Posteriormente recuperó el título en 1970 ante Mando Ramos, pero lo perdió ante Ken Buchanan, tras lo cual se retiró de la competición en 1971.

## Combates
| N.º | Resultado | Balance | Rival                 |     | Asalto  | Fecha      | Localidad        |
| --- | --------- | ------- | --------------------- | --- | ------- | ---------- | ---------------- |
| 75  | Derrota   | 65-9-1  | Ken Buchanan          | PTS | 15      | 13/9/1971  | Nueva York       |
| 74  | Derrota   | 65-8-1  | Eddie Linder          | PTS | 10      | 22/6/1971  | Miami            |
| 73  | Victoria  | 65-7-1  | Chango Carmona        | PTS | 10      | 3/4/1971   | Ciudad de Panamá |
| 72  | Victoria  | 64-7-1  | Lloyd Marshall        | PTS | 10      | 6/3/1971   | Ciudad de Panamá |
| 71  | Derrota   | 63-7-1  | Ken Buchanan          | PTS | 15      | 26/9/1970  | San Juan         |
| 70  | Victoria  | 63-6-1  | Guts Ishimatsu        | KOT | 13 (15) | 6/6/1970   | Ciudad de Panamá |
| 69  | Victoria  | 62-6-1  | Mando Ramos           | KOT | 9 (15)  | 3/3/1970   | Los Ángeles      |
| 68  | Victoria  | 61-6-1  | José Luis Vallejo     | KOT | 3 (10)  | 24/1/1970  | Colón            |
| 67  | Victoria  | 60-6-1  | Genaro Soto           | PTS | 10      | 14/7/1969  | Nueva York       |
| 66  | Victoria  | 59-6-1  | Eugenio Espinoza      | PTS | 10      | 5/7/1969   | Ciudad de Panamá |
| 65  | Derrota   | 58-6-1  | Eugenio Espinoza      | PTS | 10      | 24/5/1969  | Quito            |
| 64  | Victoria  | 58-5-1  | Maurice Tavant        | PTS | 10      | 31/3/1969  | Lion             |
| 63  | Victoria  | 57-5-1  | Curly Aguirre         | KOT | 4 (10)  | 2/3/1969   | Ciudad de Panamá |
| 62  | Victoria  | 56-5-1  | Román Blanco          | PTS | 10      | 15/11/1968 | Nueva York       |
| 61  | Victoria  | 55-5-1  | Grady Ponder          | PTS | 10      | 22/10/1968 | Miami            |
| 60  | Victoria  | 54-5-1  | Gabe La Marca         | KOT | 8 (10)  | 7/10/1968  | Scranton         |
| 59  | Victoria  | 53-5-1  | Lloyd Marshall        | KOT | 9 (10)  | 20/8/1968  | Nueva York       |
| 58  | Victoria  | 52-5-1  | Víctor Meléndez       | PTS | 10      | 17/7/1968  | Nueva York       |
| 57  | Victoria  | 51-5-1  | Frankie Narváez       | PTS | 10      | 29/4/1968  | San Juan         |
| 56  | Victoria  | 50-5-1  | Bud Anderson          | KOT | 10 (10) | 15/4/1968  | Filadelfia       |
| 55  | Victoria  | 49-5-1  | Ray Adigun            | PTS | 10      | 26/2/1968  | París            |
| 54  | Victoria  | 48-5-1  | Paul Armstead         | PTS | 10      | 28/10/1967 | Ciudad de Panamá |
| 53  | Derrota   | 47-5-1  | Carlos Ortiz          | PTS | 15      | 16/8/1967  | Queens           |
| 52  | Victoria  | 47-4-1  | Alfredo Urbina        | PTS | 10      | 3/6/1967   | Ciudad de Panamá |
| 51  | Victoria  | 46-4-1  | Vicente Rivas         | KO  | 5 (10)  | 1/4/1967   | Ciudad de Panamá |
| 50  | Victoria  | 45-4-1  | Frankie Narváez       | PTS | 12      | 10/3/1967  | Nueva York       |
| 49  | Victoria  | 44-4-1  | Daniel Guanín         | KOT | 8 (10)  | 3/12/1966  | Ciudad de Panamá |
| 48  | Victoria  | 43-4-1  | Percy Hayles          | KOT | 6 (10)  | 1/10/1966  | Kingston         |
| 47  | Victoria  | 42-4-1  | Al Grant              | PTS | 10      | 28/7/1966  | Los Ángeles      |
| 46  | Derrota   | 41-4-1  | Flash Elorde          | PTS | 10      | 19/3/1966  | Ciudad Quezón    |
| 45  | Victoria  | 41-3-1  | Carlos Hernández      | KOT | 8 (10)  | 19/2/1966  | Ciudad de Panamá |
| 44  | Derrota   | 40-3-1  | Carlos Ortiz          | PTS | 15      | 13/11/1965 | San Juan         |
| 43  | Nulo      | 40-2-1  | Nicolino Locche       | PTS | 10      | 17/7/1965  | Buenos Aires     |
| 42  | Victoria  | 40-2    | Raúl Soriano          | KOT | 8 (10)  | 19/6/1965  | Ciudad de Panamá |
| 41  | Victoria  | 39-2    | Carlos Ortiz          | PTS | 15      | 10/4/1965  | Ciudad de Panamá |
| 40  | Victoria  | 38-2    | Sebastiao Nascimento  | PTS | 10      | 20/12/1964 | Ciudad de Panamá |
| 39  | Victoria  | 37-2    | Percy Hayles          | KOT | 7 (10)  | 24/10/1964 | Ciudad de Panamá |
| 38  | Victoria  | 36-2    | Vicente Milán Derado  | PTS | 10      | 2/8/1964   | Ciudad de Panamá |
| 37  | Victoria  | 35-2    | Kid Anáhuac           | KOT | 8 (10)  | 6/7/1964   | Los Ángeles      |
| 36  | Derrota   | 34-2    | Vicente Saldívar      | PTS | 10      | 1/6/1964   | Tijuana          |
| 35  | Victoria  | 34-1    | Ángel Robinson García | PTS | 10      | 9/3/1964   | París            |
| 34  | Victoria  | 33-1    | Oripes dos Santos     | KO  | 7 (10)  | 21/2/1964  | Sao Paulo        |
| 33  | Victoria  | 32-1    | Pedro Miranda         | KO  | 4 (10)  | 26/1/1964  | Colón            |
| 32  | Victoria  | 31-1    | Rafiu King            | PTS | 10      | 18/11/1963 | París            |
| 31  | Victoria  | 30-1    | Antonio Herrera       | KOT | 6 (10)  | 15/9/1963  | Ciudad de Panamá |
| 30  | Victoria  | 29-1    | Eduardo Guerrero      | PTS | 10      | 25/8/1963  | Ciudad de Panamá |
| 29  | Victoria  | 28-1    | Don Johnson           | KOT | 3 (10)  | 21/7/1963  | Ciudad de Panamá |
| 28  | Derrota   | 27-1    | Antonio Herrera       | PTS | 10      | 7/6/1963   | Bogotá           |
| 27  | Victoria  | 27-0    | Fili Nava             | KO  | 3 (10)  | 20/5/1963  | Ciudad de Panamá |
| 26  | Victoria  | 26-0    | Auburn Copeland       | PTS | 10      | 17/3/1963  | Ciudad de Panamá |
| 25  | Victoria  | 25-0    | Juan Ramírez          | PTS | 10      | 22/2/1963  | Ciudad de Panamá |
| 24  | Victoria  | 24-0    | Bobby Gray            | KOT | 9 (10)  | 20/1/1963  | Colón            |
| 23  | Victoria  | 23-0    | Tony Herrera          | KO  | 2 (10)  | 16/12/1962 | Ciudad de Panamá |
| 22  | Victoria  | 22-0    | Enrique Hitchman      | KO  | 2 (10)  | 18/11/1962 | Ciudad de Panamá |
| 21  | Victoria  | 21-0    | Beresford Francis     | KOT | 5 (10)  | 28/10/1962 | Colón            |
| 20  | Victoria  | 20-0    | Pedro Ortiz           | KOT | 7 (10)  | 16/9/1962  | Ciudad de Panamá |
| 19  | Victoria  | 19-0    | Jorge Baby Salazar    | KOT | 6 (10)  | 29/7/1962  | Colón            |
| 18  | Victoria  | 18-0    | Carlos Celis          | KOT | 5 (10)  | 24/6/1962  | Colón            |
| 17  | Victoria  | 17-0    | Agustín Carmona       | KO  | 6 (10)  | 10/6/1962  | Ciudad de Panamá |
| 16  | Victoria  | 16-0    | Jorge Uzcategui       | KOT | 2 (10)  | 3/6/1962   | Colón            |
| 15  | Victoria  | 15-0    | Nelson Estrada        | KOT | 7 (10)  | 15/4/1962  | Colón            |
| 14  | Victoria  | 14-0    | Castor Castillo       | PTS | 10      | 2/3/1962   | Maracaibo        |
| 13  | Victoria  | 13-0    | Eloy Sánchez          | KO  | 4 (10)  | 14/1/1962  | Colón            |
| 12  | Victoria  | 12-0    | Héctor Hicks          | KO  | 5 (10)  | 1/12/1961  | Colón            |
| 11  | Victoria  | 11-0    | Euro Partides         | KO  | 4 (10)  | 15/10/1961 | Ciudad de Panamá |
| 10  | Victoria  | 10-0    | Enrique Hitchman      | PTS | 10      | 27/8/1961  | Ciudad de Panamá |
| 9   | Victoria  | 9-0     | Claudio Martínez      | KOT | 4 (10)  | 25/6/1971  | Colón            |
| 8   | Victoria  | 8-0     | Killer Solomon        | KO  | 7 (10)  | 4/6/1961   | Colón            |
| 7   | Victoria  | 7-0     | Battling Escudero     | KO  | 2 (6)   | 21/5/1961  | Colón            |
| 6   | Victoria  | 6-0     | Ernesto Campbell      | PTS | 6       | 30/4/1961  | Ciudad de Panamá |
| 5   | Victoria  | 5-0     | José Pacheco          | KO  | 3 (4)   | 16/4/1961  | Ciudad de Panamá |
| 4   | Victoria  | 4-0     | Carlos Real           | PTS | 6       | 26/3/1961  | Ciudad de Panamá |
| 3   | Victoria  | 3-0     | Javier Valle          | PTS | 4       | 5/3/1961   | Ciudad de Panamá |
| 2   | Victoria  | 2-0     | Eduardo Frutos        | PTS | 4       | 22/1/1961  | Colón            |
| 1   | Victoria  | 1-0     | Antonio Morgan        | KO  | 2 (4)   | 21/8/1960  | Ciudad de Panamá |